# Journey to the Past
A Journey to the Past Aaliyah amerikai énekesnő kislemeze. A dalt Lynn Ahrens és Stephen Flaherty írta az 1997-ben bemutatott Anastasia című rajzfilm betétdalának. A rajzfilmhez Liz Callaway énekelte fel, Aaliyah változata a filmzene reklámozására megjelentetett kislemezen szerepel.
A dal kislemezváltozata részletet használ fel Michael Jackson Human Nature című dalából. A kislemez nem került fel a Billboard Hot 100 amerikai slágerlistára, csak a Hot Adult Contemporaryre, és mérsékelt sikert aratott az Egyesült Királyságban is. A Journey to the Pastot jelölték Oscar-díjra legjobb eredeti filmbetétdal kategóriában. Aaliyah elő is adta a dalt az 1998-as Oscar-díjkiosztón, ezzel ő lett a legfiatalabb női előadó, aki fellépett a díjkiosztón.

## Számlista
CD kislemez (USA)
1. Aaliyah: Journey to the Past – 4:09
2. Liz Callaway: Journey to the Past (Film version) – 2:58

## Helyezések
| Slágerlista (1997–1998)               | Legmagasabb helyezés |
| ------------------------------------- | -------------------- |
| Eurochart Hot 100                     | 98                   |
| Brit Top 40 RnB kislemez              | 6                    |
| Brit Top 75 kislemez                  | 22                   |
| USA Billboard Hot Adult Top 40 Tracks | 28                   |